# Список объектов всемирного наследия ЮНЕСКО в Тонге
В списке Всеми́рного насле́дия ЮНЕ́СКО на Короле́встве То́нга, по состоянию на 2012 год, не значится ни одного наименования. Однако, 2 объекта на территории страны находятся в числе кандидатов на включение в список всемирного наследия. Королевство Тонга ратифицировало Конвенцию об охране всемирного культурного и природного наследия 30 апреля 2004 года.

## Предварительный список
В таблице объекты расположены в порядке их добавления в предварительный список. В данном списке указаны объекты, предложенные правительством Тонги в качестве кандидатов на занесение в список всемирного наследия.
| # | Изображение | Название | Год внесения в список | Время создания         | Местоположение                          | №    | Критерии |
| - | ----------- | --- | --------------------- | ---------------------- | --------------------------------------- | ---- | -------- |
| 1 |             | Древние столицы Тонганской империи (англ. The Ancient Capitals of the Kingdom of Tonga) * Хаамонга-а-Мауи * Лапаха | 2007                  | X—XIII века            | Округ: Тонгатапу                        | 5167 | iii, iv  |
| 2 |             | Археологические места культуры Лапита (англ. Lapita Pottery Archaeological Sites )                                 | 2007                  | XIV—VIII века до н. э. | Округа: Ниуас, Вавау, Хаапай, Тонгатапу | 5168 | iii, iv  |